# Лукаш, Рудольф
Рудольф Лукас (чеш. Rudolf Lukas; 11 октября 1886 — 22 февраля 1938) — немец, майор Министерства народной обороны (Ministerstvo národní obrany) Чехословакии. Официально признанный прообраз «поручика Лукаша» (Похождения бравого солдата Швейка Ярослава Гашека).

## Биография
Рудольф Лукас родился 11 октября 1886 года в Надьвараде (ныне: Орадя, Румыния) в немецкой семье.
 
Семья переехала в Богемию и владела домом в Подмоклях (Podmokli; ныне часть Тешина); затем в Смихове (Smíchov) и, в дальнейшем (с 1895 года) — в Праге. 
- начал учёбу в начальной школе для мальчиков в Смихове;
  - 1898–1903 гг. — продолжил обучение в Немецкой гимназии в Праге на Староместской площади (Staroměstské namésti).
- поступил в Пехотное кадетское училище в Мариборе (ныне Словения)
  - закончил — в Брно-Кральовапольска[чеш.] (k. u. k. Infanteriekadettenschule Brünn–Königsfeld).
  - 18 августа 1909 г. выпустился из училища в звании фенриха с очень хорошим аттестатом. 
    - тогда же получил назначение в 91-й пехотный полк общей армии.
- Он был направлен на службу в 9-ю роту
  - это был 3-й батальон, расквартированный в Праге в районе Карлин (Karlín).
- 1 июня 1911 г. его перевели в 16-ю роту
  - это был 4-й батальон, расквартированный в Ческе-Будеёвице (Böhmisch Budweis),
  - там он вступил в должность командира взвода и инструктором фехтования в полковой школе однолетних добровольцев.
- 1 мая 1912 г. ему присвоили звание лейтенанта. 
  - он оставался командиром взвода, но на него, также, возложили обязанности администратора полкового движимого имущества.
- 1 сентября—30 сентября 1914 года — направлен на Сербский фронт; затем вернулся в Ческе-Будеёвице.
  - На фронте заболел, вследствие чего лечился три недели в больнице Белина (Bělin).
- По возвращении в строй, Лукас был направлен инструктором в школу пехотных офицеров запаса («Вольноопределяющихся»).
- 10 декабря 1914 года — был вновь направлен на фронт.
- 1 января 1915 г. — был произведён в обер-лейтенанты
  - стал командиром роты.

Лукас принимал участие в тяжёлых боях в Карпатах и там продемонстрировал качества хорошего тактика и смелого командира.
- - 16 марта того же года вернулся домой из-за развившегося неврологического заболевания;
    - лечился в больнице в Кошице (Košice; ныне Словакия), где находился до конца месяца.
- 1 июня 1915 года — оберлейтенант Лукас был назначен командиром 16-й маршевой роты, предназначенной для отправки на фронт.
  - сражался в России, на плато Крас в Словении, в Южном Тироле.
- июль 1916 года — получил отпуск;
- 1 сентября того же года — назначен начальником общеармейских курсов велосипедистов курьеров и разведчиков в Вене.
- начало августа 1917 года — вернулся в родной 91-й полк;
  - был причислен к запасному батальону в Брюк-ан-дер-Лейта (Bruck an der Leitha; ныне в Австрии), в котором исполнял обязанности главы демобилизационной комиссии.
- 1 февраля 1918 года — ему было присвоено звание гауптмана.
  - В эрзац-батальоне он прослужил до конца войны.
- 20 октября 1918 года — после провозглашения Чехословацкой Республики, был назначен батальонным адъютантом.
- 26 марта 1919 года — подал заявление в чехословацкое посольство в Вене;
  - вскоре принял чехословацкую присягу.
  - До 1 ноября он закрыл дела по батальону;
  - на следующий день прибыл в Прагу.
    - С этого дня он был зачислен в резерв.
- 28 апреля 1920 года — вновь был призван на службу:
  - возглавил немецкую роту 111-го пехотного полка, развёрнутого в Карпатской Руси.
- 6 августа этого же года — капитан Рудольф Лукас назначен инструктором по подготовке новобранцев и референтом по мобилизации в запасном батальоне 1-го пехотного полка в Ческе-Будеёвицах.

Так как Рудольф был немцем, он в октябре 1920 — январе 1921 гг. прошел курсы чешского языка, после которых с успехом сдал экзамен.
- 18 апреля—30 мая 1921 года — был направлен в Ружомберок (Ružomberok), где  был командиром гарнизона.

После этого он вернулся в Прагу, где начал карьеру в военной администрации. За годы службы он аттестовался высшими оценками, как способный и энергичный офицер, хороший пловец, велосипедист, его хобби было фотографирование.
- 1 июня 1921 года — капитан Рудольф Лукас приступил к должностным обязанностям в президиуме Министерства народной обороны (Ministerstvo národní obrany).
- 28 октября 1924 года — получил чин капитана штаба.
- 1 мая 1925 года — возглавил топографический отдел Военно-географического института.
- 15 марта 1929 года — стал референтом служебного архива Министерства народной обороны.
- 1 июля 1935 года — был произведен в майоры,
- 15 сентября этого же года — был назначен сотрудником Центральной библиотеки министерства.
- 30 ноября 1936 года — был переведён в пражский окружной штаб,
  - где и возглавил Апелляционный дисциплинарный отдел.
- Вышел в отставку по болезни сердца.

### Личная жизнь
- 19 декабря 1918 года — Рудольф Лукас был обвенчан деканом местной церкви с Анной Марией Бауер (Anna Maria Bauerova), дочерью владельца недвижимостью Карла Бауера, родившейся 22 декабря 1896 г. Свидетелями на свадьбе были двое коллег офицера по эрзац-батальону 91-го полка. Перед новоиспеченным главой семьи стал вопрос о том, как ее прокормить. Несмотря на то, что Лукас был немцем и австрийском подданным, за годы службы у него сложились тесные связи с Чехией, поэтому он принял решение связать судьбу с Чехословацкой Республикой и чешской армией.
- Рудольф с женой Анной жили по адресу ул. U Průhonu, 1242/48  (ныне 1242/52), где офицер и провёл остаток  своей жизни.

- Он скончался от стенокардии в своей квартире в 16:30 22 февраля 1938 года;
  - был похоронен рядом со своей матерью Жозефиной на пражском кладбище Мальвазинки (Malvazinky).
  - Как сложилась судьба его супруги Анны Марии — неизвестно.

### В литературе
Обер-лейтенант Рудольф Лукас (к концу войны — капитан), командир роты 91-го полка, прямой начальник Ярослава Гашека во время войны, послужил несомненным прототипом «поручика Лукаша» (офицер австро-венгерской армии, чех по национальности. Преподаватель школы вольноопределяющихся 73-го пехотного полка, после назначен командиром маршевой роты 91-го полка и отправлен на фронт.). О Гашеке Рудольф Лукас отзывался с уважением, как о храбром солдате и порядочном человеке.
Гашек посвятил Лукасу несколько своих стихотворений[каких?].

### Награды
За время службы в австро-венгерской армии Рудольф Лукас был награждён:
- «Крестом заслуг 3-го класса»,
- «Бронзовой Медалью» и
- двумя «Серебряными Медалями военных заслуг на ленте Креста военных заслуг»,
- «Войсковым крестом императора Карла».

### Семья
- Отец: Генрих Лукас (Heinrich Lukas); родился в 1861 году в Коуржиме (Kouřim); почтовый клерк; о дате его смерти не известно.
- Мать: Жозефина, урождённая Скаупйова (Josefina Scaupyová) (1866–1902) — умерла ещё до совершеннолетия Рудольфа.

## Интересные факты
- «Поручик Лукаш» в книге — единственный, кто в любой ситуации (даже самой трагической для него) всё равно  обращается к Швейку исключительно на «Вы».
- Главный вопрос, волнующий почитателей творчества Ярослава Гашека: насколько реальный Рудольф Лукас был похож на книжного Генриха Лукаша? Настоящий Лукас физиономически похож на описание лейтенанта, у которого Швейк был денщиком. Но вот военная карьера Рудольфа мало похожа на «кофейного денди» и откровенного бабника Генриха. Свою храбрость и справедливое отношение к подчинённым реальный Лукас доказал на поле боя и в период административной деятельности. Такое различие между живым человеком и выдуманным персонажем можно объяснить тем, что Гашек писал антивоенное произведение, главной задачей которого было высмеять армейские порядки, а не запечатлеть положительные черты и подвиги командиров и подчинённых.